# غار شقبه
غار شقبه (انگلیسی: Shuqba cave)، یک محوطه باستانی در نزدیکی شهر شقبه در کرانه باختری، در استان رام‌الله و البیره، دولت فلسطین.
در سال ۲۰۱۳، این غار به همراه غار وادی نطوف در نزدیکی آن به فهرست آزمایشی یونسکو برای نامگذاری احتمالی به عنوان میراث جهانی اضافه شد.
فرهنگ ناتوفی – یک فرهنگ باستان‌شناختی منطقه شام (سرزمین) – به نام وادی نامگذاری شده است. همراه با غار شقبه نزدیک، وادی نطوف به عنوان یک یونسکو میراث جهانی در دولت فلسطین نامزد شده است.